# Ravnstrup Sø
Ravnstrup Sø er en  knap 10 hektar stor sø vest for Herlufmagle i  Næstved Kommune på Sydsjælland, der blev købt af Fugleværnsfonden i 1983 og oprettet som fuglereservat. Det er en   næringsrig sø  omgivet af tæt rørskov og pilekrat og  en smal bræmme af gammel naturskov. Søen afvandes af en bæk der løber til Torpe Kanal. Hele reservatet er stort set beskyttet af 
Naturbeskyttelseslovens §3.
Der er foretaget en omfattende naturgenopretning i og  omkring Ravnstrup Sø, hvor Vandstanden i søen er blevet hævet, og et  område med rørskov og pilekrat er blevet ryddet i den nordlige ende af søen, og et engområde  slås med le af en frivillig arbejdsgruppe.  Naturplejen er også til gavn for de mange frøer, der lever ved søen herunder den butsnudet- og spidssnudet frø
Reservatet har et rigt varieret  fugleliv, men rummer ingen deciderede sjældenheder, og  reservatet har  betydelige botaniske interesser.
Der er anlagt  en natursti som fører til et fugletårn og det lille fugleskjul
ved søen med udsigt over fuglelivet på søen og i rørskoven. I reservatets
nordøstlige del er der opført en shelter

## Eksterne kilder og henvisninger
- Om ravnstrup Sø på fuglevaernsfonden.dk
- Plejeplan for Fugleværnsfondens arealer ved Ravnstrup Sø

|  | Denne artikel om lokaliteten Ravnstrup Sø kan blive bedre, hvis der indsættes et (bedre) billede. Du kan hjælpe ved at afsøge Wikimedia Commons for et passende billede eller lægge et op på Wikimedia Commons med en af de tilladte licenser og indsætte det i artiklen. |

55°19′3.69″N 11°43′23.12″Ø / 55.3176917°N 11.7230889°Ø